# راندال سميث
راندال سميث هو ملحن كندي، ولد في 8 مارس 1960 في وندسور في كندا.